# Joaquín Capilla Pérez
Joaquín Capilla Pérez (Ciutat de Mèxic, Mèxic 1928 - íd. 2010) fou un saltador mexicà, guanyador de quatre medalles olímpiques.

## Biografia
Va néixer el 23 de desembre de 1928 a la Ciutat de Mèxic, capital del país. És germà del també saltador Alberto Capilla.
Va morir el 8 de maig de 2010 a la seva residència de Ciutat de Mèxic a conseqüència d'una parada cardiorespiratòria.

## Carrera esportiva
Va participar, als 19 anys, en els Jocs Olímpics d'Estiu de 1948 celebrats a Londres (Regne Unit), on va aconseguir guanyar la medalla de bronze en la prova masculina de plataforma de 10 metres i va finalitzar quart en el salt de trampolí de 3 metres. En els Jocs Olímpics d'Estiu de 1952 realitzats a Hèlsinki (Finlàndia) aconseguir guanyar la medalla de plata en la prova de plataforma, finalitzant novament quart en la prova de trampolí. En els Jocs Olímpics d'Estiu de 1956 realitzats a Melbourne (Austràlia) aconseguí finalment guanyar la medalla d'or en la prova de plataforma i finalitzà tercer en la prova de trampolí.
Al llarg de la seva carrera guanyà 4 medalles en els Jocs Panamericans i 4 més en els Jocs Centreamericans i del Carib.